# Luis García Postigo
Luis García Postigo (født 1. juni 1969 i Mexico City, Mexico) er en tidligere mexicansk fodboldspiller (angriber/kant).
Gárcias karriere blev tilbragt i henholdsvis hjemlandet og i Spanien. Han repræsenterede blandt andet Pumas UNAM og América i hjemlandet, og vandt i 1991 det mexicanske mesterskab med Pumas. I Spanien repræsenterede han Atlético Madrid og Real Sociedad.
García spillede desuden 79 kampe og scorede 29 mål for Mexicos landshold. Han repræsenterede sit land ved både VM i 1994 i USA og VM i 1998 i Frankrig. Han var også med til at vinde bronze ved Confederations Cup 1995 og guld ved de nordamerikanske mesterskaber CONCACAF Gold Cup i 1996.

## Titler
Liga MX
- 1991 med Pumas UNAM

CONCACAF Gold Cup
- 1996 med Mexico